# Tortula subaristata
Tortula subaristata là một loài rêu trong họ Pottiaceae. Loài này được (Bruch & Schimp. ex Müll. Hal.) Broth. mô tả khoa học đầu tiên năm 1902.